# トキノワ
「トキノワ」は、パスピエの楽曲で、通算4枚目のシングル。2015年4月29日にワーナーミュージック・ジャパンから発売された。

## 概要
- 「MATATABISTEP/あの青と青と青」から約1年1か月ぶり（配信限定を含めると「贅沢ないいわけ」から約5か月ぶり）のリリース。
- 特殊パッケージ仕様の初回限定盤と通常盤の2種で発売された。
- 「トキノワ」は、NHK Eテレ系テレビアニメ『境界のRINNE』（第1シリーズ）のエンディングテーマのため書き下ろし[1]。
- 「Love is Gold」は、2014年夏に開催されたお笑いコンビバナナマンの単独ライブ「bananaman live 2014「Love is Gold」」のオープニングテーマとして書き下ろされた[2]。
- 「NEW MUSIC MACHINE」は、CORNELIUS（小山田圭吾）のカバー（『FANTASMA』収録）。
- ミュージック・ビデオは、メンバーのみが出演しているものと『境界のRINNE』の映像がフィーチャーされた2種類がある。

## 収録曲
| 全編曲: パスピエ。 |                       |              |            |       |
| #                  | タイトル              | 作詞         | 作曲       | 時間  |
| 1.                 | 「トキノワ」          | 大胡田なつき | 成田ハネダ | 4:34  |
| 2.                 | 「Love is Gold」      | 大胡田なつき | 成田ハネダ | 2:12  |
| 3.                 | 「NEW MUSIC MACHINE」 | 小山田圭吾   | 小山田圭吾 | 3:19  |
| 合計時間:          | 合計時間:             | 合計時間:    | 合計時間:  | 10:05 |